# Casa de Dávila
La casa de Dávila (también conocida como la casa de Ávila o casa de los Dávila) es un linaje nobiliario español, originario de la Corona de Castilla, que tuvo su origen en la ciudad de Ávila. Consta de dos familias perfecta e históricamente diferenciadas, encabezadas por dos guerreros medievales participantes en la reconquista de la medieval ciudad de Ávila, que adoptaron el apellido después de conquistar Ávila, una descendiente de Esteban Domingo y otra procedente de Blasco Ximeno, adoptando la distinción de acompañar el nombre común con el apellido "de Ávila" que con el tiempo derivó en el apellido Dávila. Por otra parte, el apellido Ávila o cualquier otra variante no corresponde a este linaje familiar, cuna de grandes militares, escritores y poetas, políticos y comerciantes.

## Los Dávila, del linaje de Esteban Domingo

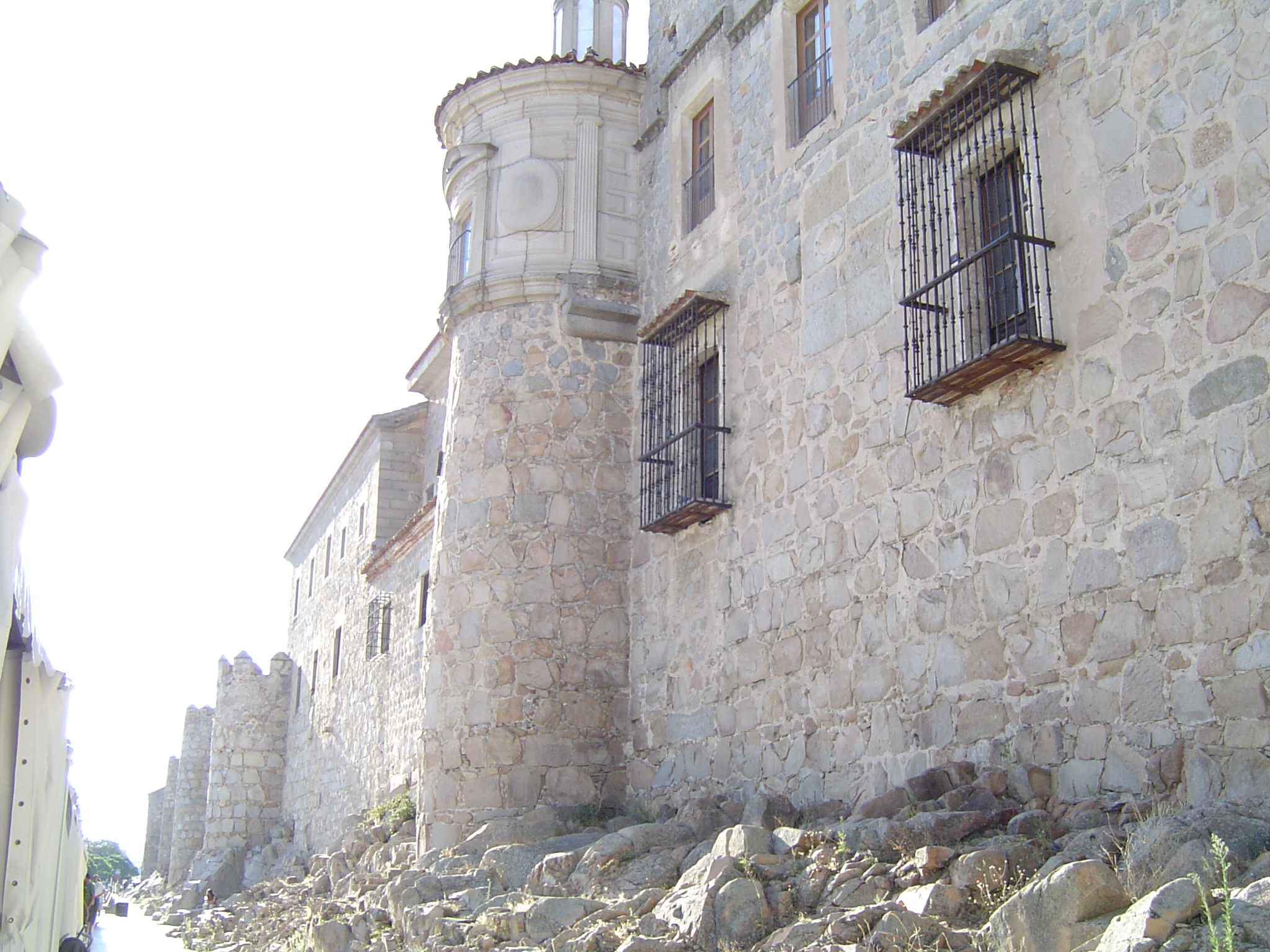
Fachada posterior del Palacio de los Dávila, enclavado en la muralla de la ciudad de Ávila.

Esteban Domingo Dávila, primer señor de las Navas, casó con Ximena Blázquez Dávila, del linaje de Blasco Ximeno, teniendo por hijos a Pedro Dieguez Dávila y Máteos Dávila, ambos cabezas de diversas casas solariegas, entre ellas las de Jerez de la Frontera y la de Cáceres.[cita requerida]
Según las crónicas Esteban Domingo era descendiente de Martín Muñoz, alcalde mayor de Ávila, alcaide del alcázar de Ávila, capitán en la conquista de la ciudad de Jaén, poblador y primer señor de Vilafranca. Según las crónicas Martín Muñoz era descendiente a su vez de Nuño Rasura, conde y juez de Castilla.[cita requerida]

## Escudos de armas
La descripción del primer escudo de armas de los Dávila, el de Blasco Ximeno, es:

«Seis roeles de azur puestos en dos palos en campo de oro.»
Guío Castaños y Guío Martín, 2008, p. 154

La descripción del segundo escudo de armas de los Dávila, el de Esteban Domingo, es:

«Trece roeles de azur puestos en tres palos (con 4, 5 y 4 roeles), en campo de oro.»
Guío Castaños y Guío Martín, 2008, p. 154

## Títulos Nobiliarios de la Casa de los Dávila

### Los Dávila, del linaje de Esteban Domingo
- Señorío de Villafranca
- Señorío de las Navas y Marquesado de las Navas[1]
- Condado del Risco[2]
- Condado de Montegil
- Marquesado de Grañina-Dávila
- Marquesado de Villamarta-Dávila
- Marquesado de Loriana

### Los Dávila, del linaje de Blasco Ximeno
- Señorío de Villatoro
- Señorío de Cardiel
- Señorío de Cespedosa
- Marquesado de Velada
- Marquesado de la Villa de San Román
- Marquesado de Navamorcuende

## Los Dávila enNueva Granada
- Alfonso Dávila y Rojas, natural de Ciudad Real, hijo de Luis Dávila, del linaje de Esteban Domingo. Capitán de los ejércitos expedicionarios, llegó a la ciudad de Tunja en 1560 a las órdenes de Antonio Beltrán de Güevara. Tuvo por hijos a Luis, Alfonso, Pedro, Diego, Juan, Francisco y Luisa, que compartirán el apellido Dávila Gaviria.
- Francisco Paredes Dávila, natural de la villa de San Felices de los Gallegos, de la casa de Toledo y del linaje de Esteban Domíngo. Subteniente en el "Fijo" y destinado a la formación de las milicias de Cartagena de Indias en 1774. Destacó como instructor de compañías militares del Caribe en la guerra entre España e Inglaterra, defendiendo las costas de La Guajira de buques ingleses. Fue destinado en 1785 a formar las milicias de la ciudad de Santa Marta y ejerció como comandante de la fortaleza de Bocachica. Fue premiado con el grado de Coronel y el título de Teniente General del Rey en Cartagena. Tuvo por hijos a Manuel María Dávila y Narváez y a María Concepción Pérez Dávila y Martínez de León.